# Pasta alla trabaccolara
La pasta alla trabaccolara è un primo piatto tradizionale di Viareggio, in Toscana. La si prepara abbinando della pasta a un sugo di pomodoro pesce e, se lo si desidera, il brodo di quest'ultimo.

## Etimologia
La specialità prende il nome dal trabaccolo, un'imbarcazione che giunse a Viareggio attraverso dei pescatori di San Benedetto del Tronto fra gli anni venti e trenta del Novecento.